# Willibald Alexis
Willibald Alexis (pseudonym för Georg Wilhelm Heinrich Häring), född den 29 juni 1798 i Breslau, död den 16 december 1871 i Arnstadt, var en tysk författare.
Alexis deltog i frihetskriget 1815, ägnade sig först uteslutande åt litteraturen, men förde därefter ett högst ombytligt liv som egendomsmäklare, bokhandlare, grundläggare av ett sjöbad (Häringsdorf) med mera, alltunder det han utövade ett omfattande skriftställarskap. Hans förstlingsarbete var ett idylliskt epos på hexameter Die Treibjagd (l820). På grund av ett vad skrev Alexis en stor roman i Walter Scotts stil, Walladmor (3 band, 1823-24), vilken på titelbladet angas som fri översättning från Scott och verkligen i allmänhet lyckades mystifiera läsarna. Den följdes av Die Geächteten (1825) och Schloss Avalon (3 band, 1827), som likaledes utgavs för Scotts verk. 
Jämte en serie reseskildringar (Herbstreise durch Skandinavien, 1828, Wiener Bildern, 1833 med flera) skrev Alexis flera samlingar noveller, som visar påverkan både av Tieck och Scott, Gesammelte Novellen (1830-31) och Neue Novellen (1836). Större betydelse äger emellertid Alexis stora preussisk-historiska romaner, Cabanis (1832; 7:e upplagan 1893), från Fredrik den stores tid, Der Roland von Berlin (1840; 6:e upplagan 1902), från 1400-talet, Der falsche Woldemar (1842; 6:e upplagan 1904; "Den falske Woldemar", 1843), från 1300-talet, dubbelromanen Die Hosen des Herrn von Bredow (1846-48; 14:e upplagan, 1900; bestående av "Hans Jürgen und Hans Jochem" och "Der Werwolf"), från reformationstiden, Ruhe ist die erste Bürgerpflicht (1852; 5:e upplagan 1898), från tiden strax före slaget vid Jena, Isegrimm (1854; 5:e upplagan 1899), från tiden efter 1806, och slutligen den sista, Dorothe (1856; 4:e upplagan 1896), från den store kurfurstens tid, skriven samma år Alexis drabbades av hjärnslag, varifrån han aldrig återställdes. 
Alexis skrev dessutom samtidsskildringar, Das Haus Dusterweg (1835) och Zwölf Nächte (1838), utgav jämte J.E. Hitzig 1842-63, en samling brottmålshistorier, "Der neue Pitaval" ("Brottmålshistorier", 1858-59), diverse dramer och var även verksam som kritiker. Han var en av Scotts främsta efterföljare, imiterade inte detaljer, utan sökte liksom denne ge sitt hemland en heroisk biografi; hans skildring av Mark Brandenburgs natur är poetisk och sympatisk, folkindividualiteten klargjord och de historiska porträtten väl träffade. En viss tafatthet i berättandet lyckades Alexis likväl aldrig övervinna, och hans stil saknar pregnans. Gesammelte Werke utkom i 20 band 1874, Erinnerungen 1899.